# Dębno (Poméranie occidentale)
Pour les articles homonymes, voir Dębno.
Dębno (en allemand : Neudamm) est une ville de la voïvodie de Poméranie occidentale, dans le nord-ouest de la Pologne. Cette ville frontalière de l'Allemagne est le chef-lieu de la commune de Dębno, dans le powiat de Myślibórz.

## Histoire
De 1815 à 1945, Neudamm fait partie de l'arrondissement de Custrin puis à partir de 1836 de l'arrondissement de Königsberg-en-Nouvelle-Marche (de) dans le district de Francfort au sein de la province de Brandebourg.

## Personnalités liées à la ville
- Ernst Christoph Grattenauer (de) (1744-1815), libraire et éditeur

## Sport
Chaque année au mois d'avril a lieu le marathon de Dębno.